# 清須市の地名
- 愛知県 > 清須市 > 地名

清須市の地名では、同市内に存在する町・字を合併前の旧町ごとに一覧にして記す。括弧内の地名は旧自治体名・大字、数字は編入年・成立年・廃止年である。

## 旧西枇杷島町
西春日井郡西枇杷島町は町制当初は下小田井・小場塚新田の2大字を編成していたが、1979年にそれらの大字は廃止され、以降「西枇杷島町」の次に字・地番を続けた。

2005年の清須市への合併後は町制時の字に「西枇杷島町」を冠称している（うち、字片町を除く「○○町」の形の字名は「町」を取り外し「西枇杷島町○○」となっている）。
- 西枇杷島町旭1 - 3丁目（旭町1 - 3丁目）
- 西枇杷島町泉（泉町）
- 西枇杷島町一反五畝割
- 西枇杷島町恵比須（恵比須町）
- 西枇杷島町大野
- 西枇杷島町押花（押花町）
- 西枇杷島町小田井1 - 3丁目
- 西枇杷島町小野田
- 西枇杷島町替地
- 西枇杷島町片町
- 西枇杷島町上新（上新町）
- 西枇杷島町川口
- 西枇杷島町北二ツ杁

- 西枇杷島町北大和（北大和町）
- 西枇杷島町古城1 - 2丁目
- 西枇杷島町五畝割
- 西枇杷島町小場塚
- 西枇杷島町十軒裏
- 西枇杷島町芝野新田
- 西枇杷島町下小田井（大字下小田井）
- 西枇杷島町下新（下新町）
- 西枇杷島町下砂入
- 西枇杷島町城並1 - 3丁目
- 西枇杷島町地領
- 西枇杷島町地領1 - 2丁目
- 西枇杷島町砂入（砂入町）
- 西枇杷島町末広（末広町）

- 西枇杷島町住吉（住吉町）
- 西枇杷島町大黒（大黒町）
- 西枇杷島町辰新田
- 西枇杷島町問屋（問屋町）
- 西枇杷島町七畝割
- 西枇杷島町西笹子原
- 西枇杷島町西六軒町（西六軒）
- 西枇杷島町子新田
- 西枇杷島町橋詰（橋詰町）
- 西枇杷島町花咲（花咲町）
- 西枇杷島町東笹子原
- 西枇杷島町東六軒（東六軒町）

- 西枇杷島町日の出（日の出町）
- 西枇杷島町日之出1丁目（日之出町1丁目）
- 西枇杷島町二見（二見町）
- 西枇杷島町弁天（弁天町）
- 西枇杷島町南問屋（南問屋町）
- 西枇杷島町南二ツ杁
- 西枇杷島町南松原（南松原町）
- 西枇杷島町南大和（南大和町）
- 西枇杷島町南六軒（南六軒町）
- 西枇杷島町宮前1 - 2丁目（宮前町1 - 2丁目）
- 西枇杷島町養和
- 西枇杷島町芳野1 - 3丁目（芳野町1 - 3丁目）

## 旧清洲町
1889年町村制により単独町制した西春日井郡清洲町は、1906年に朝田村・一場村を編入、1909年から1943年にかけて周辺町村の各一部を編入。
2005年の清須市への合併とともに町制時の大字・町名は同市の大字・町名へ継承されている。
- 清洲
- 朝日（旧朝田村）
- 西田中（旧朝田村）
- 一場（旧一場村、1977年一部が稲沢市一場になる）
- 西市場（旧大里村、1909年編入）
- 廻間（旧甚目寺村、1910年編入、2010年廃止）
- 土田（旧甚目寺町、1943年編入）
- 上条（旧甚目寺町、1943年編入）
- 新清洲（1975年、土田・清洲・上条の各一部より成立）
- 清洲1 - 4丁目（清洲などの一部より成立）
- 一場弓町（一場の一部より成立）
- 一場福島（一場の一部より成立）
- 廻間1 - 3丁目（廻間などの一部より成立）
- 土田1 - 3丁目（土田などの一部より成立。はじめ1丁目、2010年に2 - 3丁目が設置）
- 上条1 - 2丁目（上条などの一部より成立）
- 大嶋（一場の一部より成立）
- 花水木（2010年、土田・廻間・清洲の各一部より成立）

## 旧新川町
1889年町村制により西春日井郡土器野新田・上河原村・中河原村・下河原村が合併して新川町が成立。1906年に桃栄町・寺野村・阿原村と対等合併して新川町(第2次)となった。

2005年の清須市への合併とともに「新田」の付く大字は「新田」を取り外され、それ以外は町制時の大字・町名を継承している。
- 土器野（町制時代は土器野新田）
- 上河原
- 中河原
- 下河原
- 須ケ口（旧桃栄町）
- 西堀江（旧桃栄町）
- 寺野（旧寺野村）
- 助七（旧寺野村、町制時代は助七新田）
- 阿原（旧阿原村）
- 西須ケ口（1971年、須ケ口・西堀江の各一部より成立）
- 東須ケ口（1975年、寺野・須ケ口の各一部より成立）
- 東外町（1975年、寺野の一部より成立）
- 鍋片（1977年、寺野・須ケ口の各一部より成立）
- 助七1 - 2丁目（1979年、助七新田（当時）・須ケ口の各一部より成立）
- 須ケ口駅前（1984年、須ケ口・西堀江の各一部より成立）
- 萩野（西堀江の一部より成立）
- 桃栄（西堀江などの一部より成立）

## 旧春日町
1906年、町村制により西春日井郡の下之郷村・落合村の2村が合併して春日村が成立、下之郷・落合の2大字を編成。その後1990年に町制を施行して春日町となった。
同町は2009年に清須市に編入され、同時に下之郷・落合の2大字は春日に統合されている。
- 春日（清須市編入時に下之郷・落合が統合して成立）
- 下津町（稲沢市下津町の一部より編入）
- 春日夢の森1 - 3丁目（2021年、春日の一部より成立）

## 参考資料
- 角川日本地名大辞典 23 愛知県(1989年、角川書店)
- 清須市の住所表示